# Intelligiant
Intelligiant (od engl. intelligent = inteligentan i giant = div) je vodeni top čiji je izumitelj John Mišković. Danas se intelligiant koristi diljem svijeta. Izum intelligianta značajno je utjecao na razvoj hidrauličkog iskapanja zlata kao i gašenje vatre, ali je i još 150-ak drugih raznih načina uporabe, od suzbijanja prosvjeda do čišćenja spremnika i iskopavanja. Danas je intelligiant poznat kao standardno crijevo za vodu.

## Razvoj crijeva za vodu
Prije izuma intelligianta trebalo je dršku pričvršćenu za crijevo držati mirnom, boreći se istodobno protiv pravila pokreta koje kaže da za svaku akciju postoji reakcija. Intelligiant je svoju primjenu najvećim dijelom pronašao u vatrogastvu. Stara "trubasta" crijeva za vodu zamijenio je novi, blistaviji, čelični i nehrđajući intelligiant (iz MTM&CI) koji može izbaciti 15 000 galona vode u minuti, za razliku od starih crijeva koja su mogla izbaciti 15 puta manje količine. Intelligiant je ubrzo postao sastavnim dijelom opreme vatrogasnih vozila diljem svijeta, kao i vatrogasnih brodova u San Franciscu i New Yorku.

## Zaslugeintelligianta
Dok je John radio na svojem izumu, započeo je Drugi svjetski rat. Nakon rata je napravio prototip od lijevanog željeza sa zakrivljenom cijevi i okretnim ležajevima koji su poništavali pritisak na crijevo i znatno olakšavali upravljanje tom napravom. U Kaliforniji su bili tako zadivljeni intelligiantom da su Johna postavili za dizajnera upotrebe i savjetnika inženjera. Godine 1968. britanska je pošta koristila crtež vodenog topa s natpisom Intelligiant potičući tako vatrogasne službe na njegovu uporabu.

## Johnove izjave ointelligiantu
- "Visoki pritisak u starom divu (stari vodeni top) podivljao bi kao divlji konj."
- "Kao mladić u Flatu sam stajao 10 sati za drškom, na kiši i hladnoći, držeći je za dragi život i boreći se protiv komaraca, razmišljajući da sigurno postoji i bolji način."[2]
- "Napravio sam ga za rudare, ali su vatrogasci ti koji su ga željeli najviše."
- "Intelligiant je tako inteligentan da se može kontrolirati automatski."

## Zanimljivosti
- Intelligiant se nekada zvao Misco-giant (Miško-div), po Johnovom prezimenu.
- Intelligiant se danas koristi i u NASA-i.[2]

## Vanjske poveznice
- www.legacy.com – Alaska Dispatch News: John Arthur Miscovich (1918 – 2014) (Obituary) (engl.)